# Liste der Gebietsänderungen im Ruhrgebiet von 1871 bis 1900
Die Liste der Gebietsänderungen im Ruhrgebiet von 1871 bis 1900 enthält wichtige Änderungen der Gemeindegebiete im Ruhrgebiet in der Zeit vom 1. Januar 1871 (Gründung des Deutschen Reichs) bis zum 31. Dezember 1900. Dazu zählen unter anderem Zusammenschlüsse und Trennungen von Gemeinden, Eingliederungen von Gemeinden in eine andere, Änderungen des Gemeindenamens und größere Umgliederungen von Teilen einer Gemeinde in eine andere.

## Legende
- Datum: juristisches Wirkungsdatum der Gebietsänderung
- Gemeinde vor der Änderung: Gemeinde vor der Gebietsänderung
- Maßnahme: Art der Änderung
- Gemeinde nach der Änderung: Gemeinde nach der Gebietsänderung
- Landkreis: Landkreis der Gemeinde nach der Gebietsänderung

Die Sortierung erfolgt chronologisch: Datum, kreisfreie Städte, Landkreise, aufnehmende oder neu gebildete Gemeinde. Heute noch bestehende Gemeinden sind farbig unterlegt.

## Liste
| Datum      | Gemeinde vor der Änderung | Maßnahme | Gemeinde nach der Änderung | Kreis/Landkreis |
| ---------- | --- | --- | --- | --- |
| 28.02.1873 | Ausgliederung der Stadt Essen aus dem Kreis Essen 8 Landkreise, 0 Stadtkreise → 8 Landkreise, 1 Stadtkreis | Ausgliederung der Stadt Essen aus dem Kreis Essen 8 Landkreise, 0 Stadtkreise → 8 Landkreise, 1 Stadtkreis | Ausgliederung der Stadt Essen aus dem Kreis Essen 8 Landkreise, 0 Stadtkreise → 8 Landkreise, 1 Stadtkreis | Ausgliederung der Stadt Essen aus dem Kreis Essen 8 Landkreise, 0 Stadtkreise → 8 Landkreise, 1 Stadtkreis |
| 24.01.1874 | Ausgliederung der Stadt Duisburg aus dem Kreis Duisburg Neubildung des Kreises Mülheim a./Ruhr aus den übrigen Gemeinden des Kreises Duisburg 8 Landkreise, 1 Stadtkreis → 8 Landkreise, 2 Stadtkreise                                           | Ausgliederung der Stadt Duisburg aus dem Kreis Duisburg Neubildung des Kreises Mülheim a./Ruhr aus den übrigen Gemeinden des Kreises Duisburg 8 Landkreise, 1 Stadtkreis → 8 Landkreise, 2 Stadtkreise                                           | Ausgliederung der Stadt Duisburg aus dem Kreis Duisburg Neubildung des Kreises Mülheim a./Ruhr aus den übrigen Gemeinden des Kreises Duisburg 8 Landkreise, 1 Stadtkreis → 8 Landkreise, 2 Stadtkreise                                           | Ausgliederung der Stadt Duisburg aus dem Kreis Duisburg Neubildung des Kreises Mülheim a./Ruhr aus den übrigen Gemeinden des Kreises Duisburg 8 Landkreise, 1 Stadtkreis → 8 Landkreise, 2 Stadtkreise                                           |
| 00.00.1875 | Umstand, Gebietsteile | Umgliederung | Kettwig | Essen |
| 00.00.1875 | Umstand, Gebietsteile Vierhonnschaften, Gebietsteile | Umgliederung | Dreihonnschaften | Essen |
| 00.00.1875 | Vierhonnschaften, Gebietsteile | Umgliederung | Zweihonnschaften | Essen |
| 00.00.1875 | Siebenhonnschaften, Gebietsteile | Umgliederung | Kupferdreh | Essen |
| 15.02.1875 | Ausgliederung der Stadt Dortmund aus dem Kreis Dortmund 8 Landkreise, 2 Stadtkreise → 8 Landkreise, 3 Stadtkreise | Ausgliederung der Stadt Dortmund aus dem Kreis Dortmund 8 Landkreise, 2 Stadtkreise → 8 Landkreise, 3 Stadtkreise | Ausgliederung der Stadt Dortmund aus dem Kreis Dortmund 8 Landkreise, 2 Stadtkreise → 8 Landkreise, 3 Stadtkreise | Ausgliederung der Stadt Dortmund aus dem Kreis Dortmund 8 Landkreise, 2 Stadtkreise → 8 Landkreise, 3 Stadtkreise |
| 01.01.1876 | Eilpe Wehringhausen | Eingliederung | Hagen | Hagen |
| 24.05.1876 | Ausgliederung der Stadt Bochum aus dem Kreis Bochum 8 Landkreise, 3 Stadtkreise → 8 Landkreise, 4 Stadtkreise | Ausgliederung der Stadt Bochum aus dem Kreis Bochum 8 Landkreise, 3 Stadtkreise → 8 Landkreise, 4 Stadtkreise | Ausgliederung der Stadt Bochum aus dem Kreis Bochum 8 Landkreise, 3 Stadtkreise → 8 Landkreise, 4 Stadtkreise | Ausgliederung der Stadt Bochum aus dem Kreis Bochum 8 Landkreise, 3 Stadtkreise → 8 Landkreise, 4 Stadtkreise |
| 01.04.1878 | Eppinghofen Mellinghofen | Eingliederung | Mülheim an der Ruhr | Mülheim an der Ruhr |
| 00.00.1879 | Schwelm-Land | Eingliederung | Schwelm | Hagen |
| 00.00.1879 | Limburg | Namensänderung | Hohenlimburg | Iserlohn |
| 01.04.1881 | Oberbonsfeld | Eingliederung | Langenberg | Mettmann |
| 01.07.1885 | Neubildung der Kreise Gelsenkirchen und Hattingen aus Gemeinden des Landkreises Bochum 8 Landkreise, 4 Stadtkreise → 10 Landkreise, 4 Stadtkreise                                                                                                | Neubildung der Kreise Gelsenkirchen und Hattingen aus Gemeinden des Landkreises Bochum 8 Landkreise, 4 Stadtkreise → 10 Landkreise, 4 Stadtkreise                                                                                                | Neubildung der Kreise Gelsenkirchen und Hattingen aus Gemeinden des Landkreises Bochum 8 Landkreise, 4 Stadtkreise → 10 Landkreise, 4 Stadtkreise                                                                                                | Neubildung der Kreise Gelsenkirchen und Hattingen aus Gemeinden des Landkreises Bochum 8 Landkreise, 4 Stadtkreise → 10 Landkreise, 4 Stadtkreise                                                                                                |
| 01.04.1887 | Ausgliederung der Stadt Hagen aus dem Kreis Hagen Neubildung des Kreises Hörde aus Gemeinden des Landkreises Dortmund Neubildung des Kreises Schwelm aus Gemeinden des Kreises Hagen 10 Landkreise, 4 Stadtkreise → 12 Landkreise, 5 Stadtkreise | Ausgliederung der Stadt Hagen aus dem Kreis Hagen Neubildung des Kreises Hörde aus Gemeinden des Landkreises Dortmund Neubildung des Kreises Schwelm aus Gemeinden des Kreises Hagen 10 Landkreise, 4 Stadtkreise → 12 Landkreise, 5 Stadtkreise | Ausgliederung der Stadt Hagen aus dem Kreis Hagen Neubildung des Kreises Hörde aus Gemeinden des Landkreises Dortmund Neubildung des Kreises Schwelm aus Gemeinden des Kreises Hagen 10 Landkreise, 4 Stadtkreise → 12 Landkreise, 5 Stadtkreise | Ausgliederung der Stadt Hagen aus dem Kreis Hagen Neubildung des Kreises Hörde aus Gemeinden des Landkreises Dortmund Neubildung des Kreises Schwelm aus Gemeinden des Kreises Hagen 10 Landkreise, 4 Stadtkreise → 12 Landkreise, 5 Stadtkreise |
| 01.07.1887 | Neubildung des Kreises Ruhrort aus Gemeinden des Kreises Mülheim a./Ruhr 12 Landkreise, 5 Stadtkreise → 13 Landkreise, 5 Stadtkreise | Neubildung des Kreises Ruhrort aus Gemeinden des Kreises Mülheim a./Ruhr 12 Landkreise, 5 Stadtkreise → 13 Landkreise, 5 Stadtkreise | Neubildung des Kreises Ruhrort aus Gemeinden des Kreises Mülheim a./Ruhr 12 Landkreise, 5 Stadtkreise → 13 Landkreise, 5 Stadtkreise | Neubildung des Kreises Ruhrort aus Gemeinden des Kreises Mülheim a./Ruhr 12 Landkreise, 5 Stadtkreise → 13 Landkreise, 5 Stadtkreise |
| 27.07.1894 | Volmarstein Gebietsteile | Umgliederung | Haspe | Hagen |
| 01.04.1897 | Ausgliederung der Stadt Gelsenkirchen aus dem Kreis Gelsenkirchen 13 Landkreise, 5 Stadtkreise → 13 Landkreise, 6 Stadtkreise | Ausgliederung der Stadt Gelsenkirchen aus dem Kreis Gelsenkirchen 13 Landkreise, 5 Stadtkreise → 13 Landkreise, 6 Stadtkreise | Ausgliederung der Stadt Gelsenkirchen aus dem Kreis Gelsenkirchen 13 Landkreise, 5 Stadtkreise → 13 Landkreise, 6 Stadtkreise | Ausgliederung der Stadt Gelsenkirchen aus dem Kreis Gelsenkirchen 13 Landkreise, 5 Stadtkreise → 13 Landkreise, 6 Stadtkreise |
| 01.04.1897 | Altenessen Gebietsteile | Umgliederung | Essen | – |
| 13.08.1897 | Bickern | Namensänderung | Wanne | Gelsenkirchen |
| 01.04.1898 | Huttrop Gebietsteile | Umgliederung | Essen | – |
| 01.04.1898 | Westerbauer | Eingliederung | Haspe | Hagen |
| 01.04.1899 | Ausgliederung der Stadt Witten aus dem Landkreis Bochum 13 Landkreise, 6 Stadtkreise → 13 Landkreise, 7 Stadtkreise | Ausgliederung der Stadt Witten aus dem Landkreis Bochum 13 Landkreise, 6 Stadtkreise → 13 Landkreise, 7 Stadtkreise | Ausgliederung der Stadt Witten aus dem Landkreis Bochum 13 Landkreise, 6 Stadtkreise → 13 Landkreise, 7 Stadtkreise | Ausgliederung der Stadt Witten aus dem Landkreis Bochum 13 Landkreise, 6 Stadtkreise → 13 Landkreise, 7 Stadtkreise |
| 01.04.1899 | Breckerfeld-Land | Eingliederung | Breckerfeld | Hagen |
| 01.04.1899 | Wambel Gebietsteile | Umgliederung | Hörde | Hörde |
| 01.04.1899 | Hardenberg Gebietsteile | Umgliederung | Kupferdreh | Essen |
| 06.02.1900 | Braubauerschaft | Namensänderung | Bismarck | Gelsenkirchen |